# Episodi di Drei Damen vom Grill (ottava stagione)
L'ottava stagione della serie televisiva Drei Damen vom Grill è stata trasmessa in anteprima in Germania nel corso del 1987.
| nº | Titolo originale            | Titolo italiano | Prima TV Germania | Prima TV Italia |
| -- | --------------------------- | --------------- | ----------------- | --------------- |
| 1  | Senkrechtstart              | inedito         | 1987              | inedito         |
| 2  | Omas Geheimnis              | inedito         | 1987              | inedito         |
| 3  | Das kann ja heiter werden!  | inedito         | 1987              | inedito         |
| 4  | Familienzoff                | inedito         | 1987              | inedito         |
| 5  | Scheiden tut weh            | inedito         | 1987              | inedito         |
| 6  | Einsamkeiten, Zweisamkeiten | inedito         | 1987              | inedito         |
| 7  | Flohmarktgeflüster          | inedito         | 1987              | inedito         |
| 8  | Panikmache                  | inedito         | 1987              | inedito         |
| 9  | Alles klar!                 | inedito         | 1987              | inedito         |
| 10 | Wenn schon - denn schon!    | inedito         | 1987              | inedito         |
| 11 | Bella Venezia               | inedito         | 1987              | inedito         |
| 12 | Herzlichen Glückwunsch      | inedito         | 1987              | inedito         |
| 13 | Auf ein Neues!              | inedito         | 1987              | inedito         |